# Eden Bowers
Eden Bowers ist ein ehemaliger Politiker aus Dominica der Dominica Labour Party (DLP), der zwischen 1979 und 1980 Sprecher des House of Assembly, des Unterhauses von Dominica, war.

## Leben
Eden Bowers wurde als Kandidat der Dominica Labour Party (DLP) bei den Wahlen vom 24. März 1975 zum Mitglied des House of Assembly gewählt, des Unterhauses von Dominica. Dort vertrat er bis zur Wahl am 21. Juli 1980 den Wahlkreis Vieille Case. Am 21. Juni 1979 wurde er als Nachfolger von Pershing Wadron zum Sprecher des House of Assembly gewählt und bekleidete dieses Amt bis zum Ende der Legislaturperiode im August 1980.